# Lawrence B. Stringer
Lawrence Beaumont Stringer (* 24. Februar 1866 in Atlantic City, New Jersey; † 5. Dezember 1942 in Lincoln, Illinois) war ein US-amerikanischer Politiker. Zwischen 1913 und 1915 vertrat er den Bundesstaat Illinois im US-Repräsentantenhaus.

## Werdegang
Im Jahr 1876 kam Lawrence Stringer mit seinen Eltern nach Lincoln in Illinois, wo er die öffentlichen Schulen besuchte. Im Jahr 1887 absolvierte er das dortige Lincoln College. Zwischenzeitlich arbeitete er als Zeitungsreporter. Gleichzeitig schlug er als Mitglied der Demokratischen Partei eine politische Laufbahn ein. Zwischen 1890 und 1892 saß er als Abgeordneter im Repräsentantenhaus von Illinois. Nach einem anschließenden Jurastudium am Chicago College of Law und seiner 1896 erfolgten Zulassung als Rechtsanwalt begann er in Lincoln in diesem Beruf zu arbeiten. Im Juli 1900 nahm er als Delegierter an der Democratic National Convention in Kansas City teil, auf der William Jennings Bryan zum zweiten Mal als Präsidentschaftskandidat nominiert wurde; zwischen 1900 und 1904 gehörte er dem Senat von Illinois an. Im Jahr 1904 bewarb sich Stringer erfolglos um das Amt des Gouverneurs von Illinois. Zwischen 1905 und 1913 war er Vorsitzender Richter am Illinois State Court of Claims. Im Jahr 1908 strebte er ohne Erfolg die Nominierung seiner Partei für die Wahlen zum US-Senat an.
Bei den Kongresswahlen des Jahres 1912 wurde Stringer im neu eingerichteten 26. und staatsweiten Wahlbezirk von Illinois in das US-Repräsentantenhaus in Washington, D.C. gewählt, wo er am 4. März 1913 sein neues Mandat antrat. Da er im Jahr 1914 auf eine erneute Kandidatur verzichtete, konnte er bis zum 3. März 1915 nur eine Legislaturperiode im Kongress absolvieren. 1914 kandidierte Lawrence Stringer erneut erfolglos für den US-Senat. Nach dem Ende seiner Zeit im US-Repräsentantenhaus praktizierte wieder als Anwalt. Von 1918 bis zu seinem Tod am 5. Dezember 1942 war er Bezirksrichter im Logan County.